# ساخته‌شده در بامداد
 «ساخته شده در بامداد» (به انگلیسی: Made in the A.M.) آلبومی از گروه وان دایرکشن است که در سال ۲۰۱۵ و پس از جدایی زین مالیک از این گروه منتشر شد.
این آلبوم در چارت‌های ایتالیا، اسکاتلند، ایرلند، اسپانیا، لهستان، فنلاند، فلاندرز، پرتغال، یونان در رتبه اول و در چارت‌های والونیا، فرانسه، نروژ، استرالیا، آلمان، هلند، آمریکا، دانمارک، سوئد،، جزو ده آلبوم اول قرار گرفت.